# Nichimei Maru
SS „Nichimei Maru” (pierwotnie SS „Alfred Nobel”) – statek pasażersko-towarowy oddany do służby w 1912 roku, pływający najpierw pod banderą norweską, a następnie pod banderą japońską.
W latach 1912–1938 należał do kolejno dwóch norweskich linii żeglugowych. Początkowo nosił nazwę „Alfred Nobel”, zmienioną w 1934 roku na „Ortri”. W 1938 roku został sprzedany japońskiemu koncernowi Nissan Kisen Kabushiki Kaisha i przemianowany na „Nichimei Maru”. W październiku 1941 roku został zarekwirowany przez Cesarską Armię Japońską. W czasie wojny na Pacyfiku wykorzystywano go do transportu żołnierzy i materiałów wojennych. 15 stycznia 1943 roku został zatopiony przez amerykańskie lotnictwo w Zatoce Martaban. Statek przewoził wtedy 965 holenderskich jeńców wojennych i około 1,5 tys. japońskich żołnierzy. W wyniku ataku 102 Japończyków i około 40 Holendrów poniosło śmierć.
„Nichimei Maru” jest zaliczany do grona tzw. piekielnych statków.

## Dane techniczne
Był statkiem pasażersko-towarowym o długości 121,92 metrów, szerokości 15,91 metrów i zanurzeniu 7,58 metrów. Jego pojemność wynosiła 4775 BRT.
Posiadał trzy kotły. Napęd zapewniała maszyna parowa potrójnego rozprężania o mocy 339 NHP  (według innych źródeł – 387 NHP). Osiągał prędkość 9,5 węzłów.

## Historia

### Przebieg służby
Budowę statku rozpoczęto w 1911 roku w brytyjskiej stoczni Armstrong Whitworth & Co. w Newcastle upon Tyne . Zamawiającym było przedsiębiorstwo żeglugowe D/S A/S Concordia z Flekkefjord, należące do norweskiego przedsiębiorcy i polityka Corneliusa Bernharda Hanssena. Wodowanie miało miejsce 14 sierpnia 1912 roku; wtedy też jednostce nadano nazwę „Alfred Nobel”. Do służby weszła we wrześniu tegoż roku .
W pierwszych latach służby statek obsługiwał trasę Bergen – Rotterdam – Nowy Jork . W 1934 roku został sprzedany liniom żeglugowym Steamship Company Cosmopolite Ltd. A/S z Bergen, należącym do Johana Grana. Jego nazwę zmieniono wtedy na „Ortri” .
W 1938 roku statek został sprzedany japońskiemu koncernowi Nissan Kisen Kabushiki Kaisha. Nowi właściciele nadali mu nazwę „Nichimei Maru” .
W październiku 1941 roku, na krótko przed wybuchem wojny na Pacyfiku, został zarekwirowany przez Cesarską Armię Japońską. W grudniu tegoż roku wziął udział w bitwie o Guam. W kolejnych miesiącach pływał w konwojach, m.in. na Peskadory oraz do Singapuru .

### Zatopienie
9 stycznia 1943 roku „Nichimei Maru” wypłynął z Singapuru. W jego ładowniach znajdowało się 965 holenderskich jeńców wojennych oraz 1562 japońskich żołnierzy. Po krótkim rejsie dotarł do Penangu na zachodnim wybrzeżu Malajów, skąd wypłynął 11 stycznia w towarzystwie statku „Moji Maru”, ścigacza okrętów podwodnych CH-8 oraz pomocniczego stawiacza sieci „Choko Maru”. Niewielki konwój, któremu nadano kryptonim S-28, zmierzał do Moulmein w Birmie. Alianccy jeńcy, którzy znajdowali się na obu statkach, mieli zostać skierowani do pracy przy budowie Kolei Birmańskiej. Z tego powodu „Nichimei Maru” przewoził także parowóz, ładunek szyn kolejowych oraz setki kilofów i łopat.
15 stycznia około godziny 15:20, gdy konwój znajdował się w Zatoce Martaban – w odległości około 50 mil morskich od Moulmein, zaatakowały go amerykańskie bombowce B-24 „Liberator” należące do Tenth Air Force. Podczas pierwszego ataku bliskie wybuchy bomb uszkodziły antenę komunikacyjną na „Nichimei Maru”. Przy drugim podejściu amerykańskie samoloty zdołały uzyskać dwa trafienia: pierwsza bomba wybuchła między ładownią nr 2 a maszynownią, druga za mostkiem. „Nichimei Maru” doznał ponadto kolejnych uszkodzeń na skutek bliskich wybuchów bomb oraz został ostrzelany z broni maszynowej. Zatonął około godziny 15:50. W ciągu następnych trzech godzin „Moji Maru” podjął z morza wszystkich rozbitków.
Wraz ze statkiem zginęło pięciu członków załogi, 97 japońskich żołnierzy oraz około 40 holenderskich jeńców.

## Pamięć
„Nichimei Maru” jest zaliczany do grona japońskich „piekielnych statków” (ang. Hellships).
„Nichimei Maru” jest jednym z „piekielnych statków”, które upamiętniono w obrębie tzw. Japanese Prison Ships Memorial Garden znajdującego się na terenie National Memorial Arboretum w brytyjskim Alrewas.